# Söderslätt
Söderslätt („Jižní pláň“) je zemědělský region ve Švédsku. Nachází se v rovinaté jihozápadní části kraje Skåne. Za jeho severní hranici je tradičně považována silnice č. 101 z Malmö do Ystadu.
Pro mírné podnebí a kvalitní jílovitou půdu je oblast označována za obilnici Švédska. Zdejší ornice je nejúrodnější a nejdražší v zemi. Pěstuje se zde pšenice setá, kukuřice a cukrová řepa, významná je i živočišná výroba. Charakteristickým prvkem krajiny jsou stromořadí vrby bílé zvané pilevall, které v bezlesé přímořské nížině poskytují dřevo a zabraňují erozi půdy. Podobu zdejších obcí ovlivnilo také působení architekta Helgo Zettervalla.
Oblast má dlouhou historii lidského osídlení a první zemědělské aktivity jsou doloženy již ve 4. tisíciletí př. n. l.. Nacházejí se zde četné mohyly, runové kameny i hradní zřícenina Månstorps gavlar. Největším městem regionu je Trelleborg. Patří k němu také nejjižnější bod Skandinávského poloostrova Smygehuk. Letovisko Falsterbo je turisticky atraktivní díky golfovému resortu a ptačí rezervaci Måkläppen. Na území Söderslättu se nachází i Letiště Malmö. Život v tomto kraji popsal ve svých knihách Nils Lovén. Söderslätt je také známý jako dějiště největšího švédského festivalu countryové hudby.